# Matiaška
Matiaška (bis 1948 slowakisch „Maťáška“ – bis 1927 auch „Matiašok“; ungarisch Mátyáska) ist eine Gemeinde im Osten der Slowakei mit 291 Einwohnern (Stand 31. Dezember 2024), die im Okres Vranov nad Topľou, einem Teil des Prešovský kraj, liegt.

## Geographie

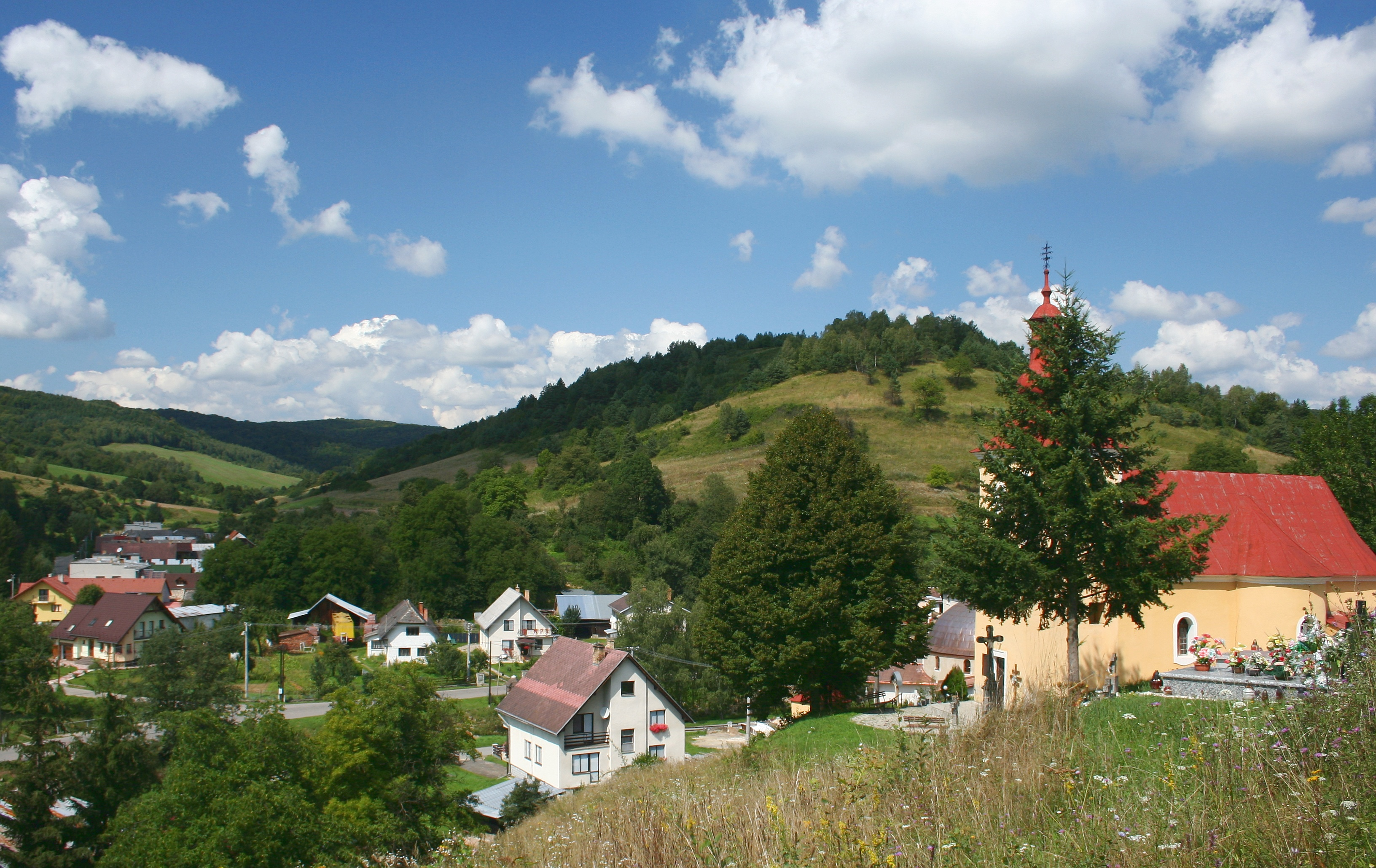
Blick auf Matiaška

Die Gemeinde befindet sich im Südteil der Niederen Beskiden im Bergland Ondavská vrchovina, am Bach Voliansky potok am Zusammenfluss mit dem linksseitigen Bžanský potok, im Einzugsgebiet der Topľa. Im Ort entspringt eine Schwefelquelle, genannt Vajcovka. Das Ortszentrum liegt auf einer Höhe von 222 m n.m. und ist acht Kilometer von Hanušovce nad Topľou sowie 30 Kilometer von Vranov nad Topľou entfernt.
Nachbargemeinden sind Ruská Voľa im Norden, Bžany im Nordosten, Vavrinec im Osten und Südosten, Remeniny im Süden und Südwesten und Prosačov im Westen und Nordwesten.

## Geschichte
Matiaška wurde zum ersten Mal 1363 als Mateugasa schriftlich erwähnt, weitere historische Bezeichnungen sind unter anderen Matyáska (1773) und Matyáschka (1786). Das Dorf entstand in einer Waldlichtung, wurde nach deutschem Recht gegründet und lag zuerst in der Herrschaft von Čičava. 1715 standen 13 Ansiedlungen in Matiaška. 1740 gab es hier eine griechisch-katholische Schule, eine Kirche aber erst 1773.
1787 hatte die Ortschaft 42 Häuser und 348 Einwohner, die als Landwirte und Waldarbeiter beschäftigt waren.
Bis 1918 gehörte der im Komitat Sáros liegende Ort zum Königreich Ungarn und kam danach zur Tschechoslowakei beziehungsweise heute Slowakei. In der Zeit der ersten tschechoslowakischen Republik waren die Einwohner weiterhin als Landwirte und Waldarbeiter beschäftigt, dazu gab es ab den 1930er Jahren eine Säge, die jedoch im Zweiten Weltkrieg zerstört wurde. Vor und während des Slowakischen Nationalaufstandes agierte die Partisanengruppe Čapajev in der Gegend, woraufhin NS-deutsche Truppen in einem Racheakt am 7. September 1944 zwei Männer erschossen und das Dorf anzündeten. 14 Häuser und 18 Landwirtschaftsanlagen gingen in Flammen auf. Matiaška wurde am 18. Januar 1945 befreit.

## Bevölkerung
| Jahr                | 1994 | 2004    | 2014    | 2024    |
| ------------------- | ---- | ------- | ------- | ------- |
| Anzahl der Personen | 273  | 270     | 286     | 291     |
| Unterschied         |      | −1,09 % | +5,92 % | +1,74 % |

| Jahr                | 2023 | 2024    |
| ------------------- | ---- | ------- |
| Anzahl der Personen | 293  | 291     |
| Unterschied         |      | −0,68 % |

Nach der Volkszählung 2011 wohnten in Matiaška 277 Einwohner, davon 270 Slowaken und sechs Russinen. Ein Einwohner machte keine Angabe zur Ethnie.
231 Einwohner bekannten sich zur griechisch-katholischen Kirche, 32 Einwohner zur römisch-katholischen Kirche sowie jeweils sechs Einwohner zur Evangelischen Kirche A. B. und zur orthodoxen Kirche. Ein Einwohner war konfessionslos und bei einem Einwohner wurde die Konfession nicht ermittelt.

## Bauwerke und Denkmäler
- griechisch-katholische Demetrioskirche im barock-klassizistischen Stil aus dem Jahr 1773[6]

## Verkehr
Durch Matiaška führt die Cesta III. triedy 3630 („Straße 3. Ordnung“) zwischen Hanušovce nad Topľou und Vavrinec, im Ort zweigt die Cesta III. triedy 3570 nach Ruská Voľa ab.